# Anatolij Jarkin
Anatolij Nikolaevič Jarkin (in russo Анатолий Николаевич Яркин?, in ucraino Анатолій Миколайович Яркін?, Anatolij Mykolajovyč Jarkin; 11 novembre 1958) è un ex ciclista su strada ucraino, fino al 1991 sovietico.

## Palmarès

### Olimpiadi
- 1 medaglia:
  - 1 oro (Mosca 1980 nella corsa a cronometro a squadre)

### Mondiali
- 1 medaglia:
  - 1 argento (Praga 1981 nella corsa a cronometro a squadre)